# Гриер, Нэш
Нэш Гриер (англ. Nash Grier; род. 28 декабря 1997, Гринсборо) — американский видеоблогер, получивший известность в 2013 году благодаря своим видео на сервисе Vine.

## Ранняя жизнь
Хэмильтон Нэш Гриер родился в Северной Каролине в семье Чеда Гриера, который в настоящий момент является одним из его менеджеров, и Элизабеты Флойд. Нэш стал вторым по счету ребёнком в семье, наряду со старшим братом Уиллом Гриером, который является защитником в West Virginia Mountaineers; и младшим братом, Хейсом, который также публикует вайны; у него также есть младшая сводная сестра, Скайлин, рожденная Элизабет с текущим мужем, Джоном Флойдом.
Нэш Гриер был первокурсником в школе в Дэвидсоне (Северная Каролина), когда вышло мобильное приложение Vine, платформа социальных медиа, которая позволяет пользователям публиковать короткие повторяющиеся 6-секундные видео для просмотра других пользователей. Гриер начал публиковать комедийные видео для друзей и одноклассников и быстро завоевал огромную популярность.

## Карьера
Через короткое время после приобретения популярности в интернете, он присоединился к команде Magcon (англ. Meet and Greet Convention, с англ. — «собрание встречи и приветствий»), собранию, на котором фанаты могут встретить и пообщаться с интернет-знаменитостями. В период 2013—2014 прошли шоу Magcon в главных городах США. Другие Vine-знаменитости на туре включали Кэмерона Далласа, которого он встретил благодаря Vine, Мэтью Эспиноса, Джека Гилински, Джека Джонсона, Аарона Карпентера, Тэйлора Канифф, Шона Мендеса, Джейкоба Уайтсайдс, Картера Рейнолдса, Мэхогани Локс, и его брата Хейса Гриера. В начале 2014, Гриер и некоторые другие участники покинули Magcon, так как посчитали, что это может ограничить их будущую карьеру и были заинтересованы в достижении других целей. Летом 2014 в возрасте 16 лет, Гриер переехал в Лос Анджелес, где он купил свою первую квартиру совместно с Далласом. В настоящее время Гриер живёт в своем новом доме, расположенном в Беверли-Хиллз.
Первую крупную роль сыграл в фильме The Outfield, премьера которого состоялась 10 ноября 2015 года. Фильм был распространён на платформе iTunes Store. Нэш Гриер также был режиссёром клипа на песню «I Look Good On You» Бера Иванишвили. Видео вышло на YouTube канале Нэша. В 2017 году Гриер вместе с Беллой Торн был замечен на съёмках фильма You Get Me.

## Фильмы
| Год  | Название                           | Роль                   | Примечания                              |
| ---- | ---------------------------------- | ---------------------- | --------------------------------------- |
| 2014 | «Mmm Yeah» by Austin Mahone        | Самого себя            | Видео с текстом песни                   |
| 2014 | Good Morning America               | Самого себя            | Гость                                   |
| 2014 | Fox News                           | Самого себя            | Гость                                   |
| 2014 | «Work For It» by Poo Bear          | Самого себя            | Музыкальное видео                       |
| 2014 | «Blank Space Parody» by Bart Baker | Бойфрэнда Тэйлор Свифт | Показан в видео                         |
| 2015 | The View                           | Самого себя            | Гость                                   |
| 2015 | Good Morning America               | Самого себя            | Гость                                   |
| 2015 | «I Look Good On You» by Bera       | Самого себя            | Показан в видео, а также был режиссером |
| 2015 | The Outfield                       | Джэк Сандерс           | Премьера 10 Ноября, 2015 г.             |
| 2016 | The Deleted                        | Райдер                 | Телесериал                              |
| 2017 | You Get Me                         | Гилл                   | Фильм                                   |